# Торано Нуово
Тора̀но Нуо̀во (на италиански: Torano Nuovo) е село и община в Южна Италия, провинция Терамо, регион Абруцо. Разположено е на 237 m надморска височина. Населението на общината е 1692 души (към 2010 г.).